# 聖經中的酒

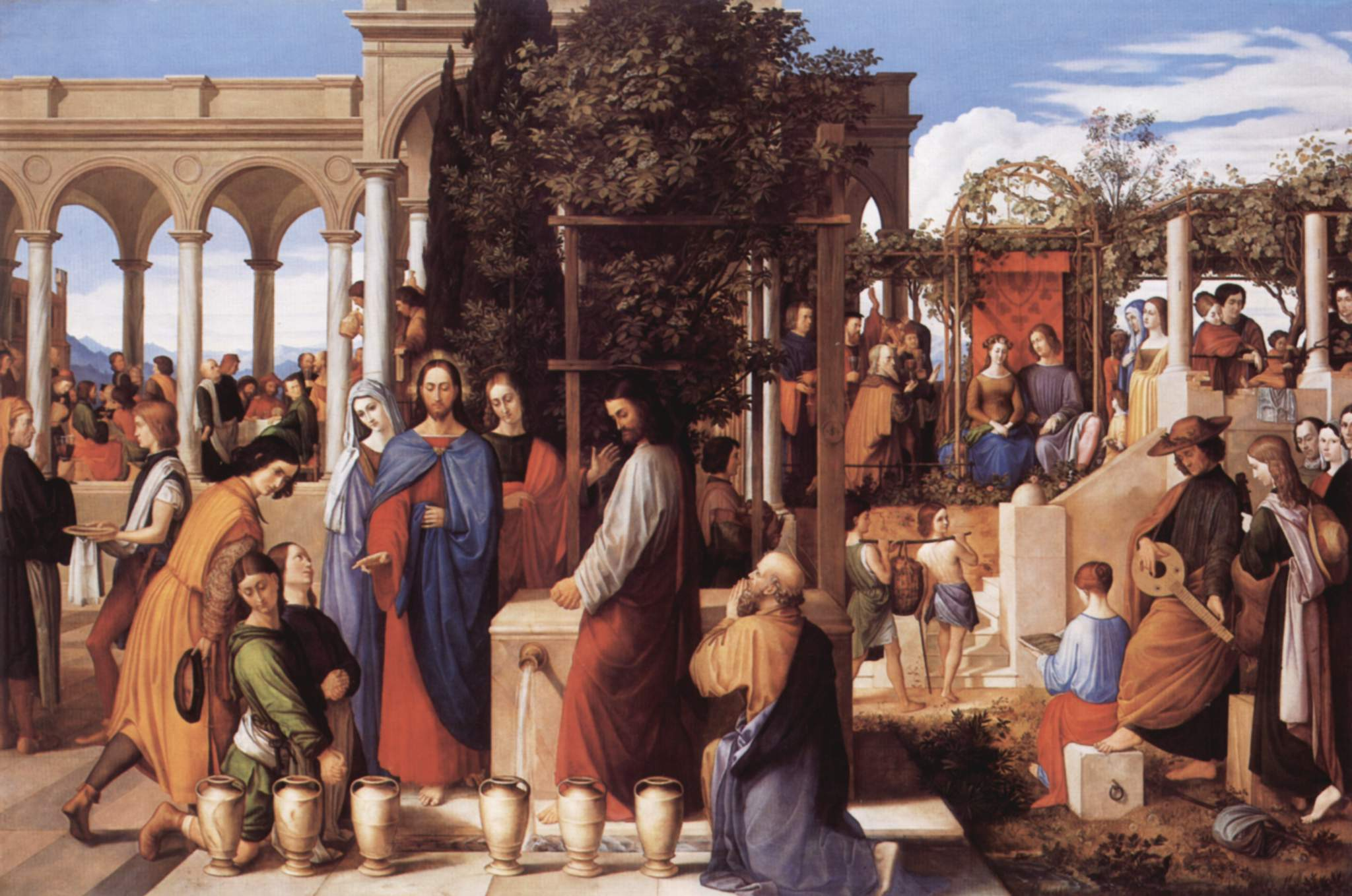
耶穌在迦拿的婚禮中變出葡萄酒的畫作。

《聖經》與酒的關係十分奇妙。酒精飲料屢次在聖經文學中出現——從希伯來聖經中諾亞栽種葡萄園、變成酒鬼，到新約聖經中耶穌在迦拿的婚禮中神奇地變出了大量的酒，還有後來在基督教儀式中編入酒作為重要的一部份的「聖餐」。葡萄酒是聖經文學中最普遍被提及的酒精飲料，時常作為象徵性用途，在聖經時代的日常生活中是十分重要的部分。古巴勒斯坦的居民也喝啤酒和各種水果酒，經文有時也記載了相關的文獻。
整體而言，聖經文學呈現了對酒類飲料的矛盾，考慮到酒既是上帝的賜予、帶來歡樂與喜悅，又是有潛在危險的飲物、帶來無知、罪孽與濫用。猶太教與酒、基督教與酒的關係普遍維持著相同的狀況，儘管一直有為數不少基督教教徒、尤其是在禁酒時期，拒絕飲酒、視酒精為惡魔。

## 聖經文學中的詞語
希伯來聖經，也就是猶太教中的「塔納赫」，與基督教中的「舊約聖經」大部份相似，是兩教皆認同的正典。天主教、東正教與某些普世聖公宗的支派則採用「次經」或「偽典」，而其不被猶太教徒和新教徒納入正典中。只有基督徒承認新約聖經，猶太教徒並不承認。
而無論各宗教團體的官方立場，這些聖經文學都是歷史上的文學作品，呈現了各時期的面貌。希伯來聖經裡的摩西五經、或稱摩西律法，是對猶太教徒而言比較重要的部分。次經與偽經，雖不如正典普遍被接受，但仍對猶太人與基督徒有相當程度的影響，並為第二聖殿和兩約之間時期提供了證明與觀點。希伯來聖經及次經、偽經則記載了新約聖經、尤其是福音書的背景，與當時聖經中基督教教義的核心，以及其中對酒類的使用反映了新約聖經對早期聖經文學有所參考。

### 希伯來
希伯來聖經主要是以希伯來文、少部份由阿拉姆語著成，以下列詞語表示酒精飲料：
- יין【yayin】：各種經發酵或未經發酵的酒的總稱。
  1. 可指所有經過發酵的葡萄汁。[15]舊約聖經多處提到這種發酵的酒可能產生的悲劇性後果，其中尤以箴言23:29 - 35的描述，如「雖然下嚥舒暢，終久是咬你如蛇，刺你如毒蛇。」等，最為發人深省。
  2. 可指未經發酵的甜葡萄汁，即直接從葡萄中壓榨而得的新鮮汁液。[16]
- תירוש【tirosh】：意為「新酒」或「豐收時的酒」，專指未經發酵的葡萄汁，如一串串葡萄中的液汁或新近收穫的葡萄甜汁。[17]
- שכר【shekar】：通常譯為「濃酒」或「發酵的飲料」。《猶太百科全書》指出，yayin是指用水稀釋了的發酵飲料，shekar則未經稀釋。[18]
  1. 有學者認為其是指發酵的飲料，可以由棕櫚汁、石榴、蘋果或棗子等釀造而成。
  2. 有時也用來指那種使人心曠神怡的甘甜果汁。

### 希臘
《新約聖經》即基督教《聖經》希臘語經卷主要由通用希臘語編寫：
- οίνος【oinos】可指兩種截然不同的葡萄汁：
  1. 未經發酵的葡萄汁。
  2. 發酵過或可能致醉的酒。
- γλευκος【gleukos】：致醉的「甜酒」、「新酒」。
- σίκερα【sikera】：承希伯來語的「濃酒」。
- όξος【oxos】：「醋」、「酸酒」，以葡萄酒或發酵飲料製成，稀釋後可做為羅馬士兵的飲料[19]。
- μέθυσμα【methusma】：致醉飲料。

## 聖經中的記載
《聖經》中有許多酒精飲料相關的文獻，其既贊成、又反對飲酒，或寫實、或象徵，有的單純敘事、有的藉此告誡。而不可至否的，酒在古巴勒斯坦地區已是不可或缺的生活必需品。
《希伯来圣经》称，上帝在古代曾向一些順服他的百姓應許説：「你的倉房必充滿有餘；你的酒榨有新酒盈溢。」《聖經》記載的上帝的先知以賽亞也曾提及釀製一種美酒的部份過程。他在預言論及將臨的公義新世界的種種幸福時寫道：「萬軍之上主必為萬民……用陳酒……並澄清的陳酒，設擺筵席。」有經驗的釀酒師深知「陳酒」在發酵過程中若長時間沒有受外來干擾，酒本身便會逐漸澄清起來，香氣、味道亦日益醇厚。

### 愉悅和醫療
不少聖經章節指出酒能使人身心暢快，且有益健康。先知約坦曾提及「使神和人喜樂的新酒」（《士師記》第9章第13节）。所羅門也曾表示「酒使他肉體舒暢」。在關於迦拿的婚宴的著名記載裡，耶穌施行了第一個奇蹟，將大量的水變成了「上好的酒」，使赴宴的賓客可以開懷暢飲。
耶穌在他所設好撒馬利亞人的比喻裡顯示他承認酒具有醫療效用。這位撒馬利亞人為受傷的男子包紮傷口時，他曾將「油和酒倒在他的傷處」。使徒保羅也曾提議年輕的提摩太「因胃口不清，屢次患病，可以稍微用點酒」。

### 不可濫用，要有節制
儘管《聖經》和世俗醫藥界均對酒和酒精飲品予以好評，但濫用酒精飲品卻為人帶來可怕的禍害。在聖經裡，也對使用和濫用酒精一事提出了詳盡的指引。
例如，《聖經》就濫用酒精飲品提出警告：「好飲酒的，好吃肉的，不要與他們來往。」這絶非意味聖經認為上帝只喜悅那些禁酒吃素的人，經文亦沒有譴責那些有節制地適量飲酒、吃肉的人。聖經警告人避免狂飲濫食。另一節《箴言》點明道：「誰有禍患？誰有憂愁？誰有爭鬥？誰有哀歎？誰無故受傷？誰眼目紅赤？就是那流連飲酒……的人。」
聖經的執筆者彼得和保羅均勸勉早期教会的基督徒要保持節制，避免「醉酒」和「不要醉酒」。使徒警告説：「醉酒的人不能承受上帝的國。」
《聖經》與奉行禁酒的人的觀點不同，《聖經》沒有要求或表示所有人都必須完全禁絶一切酒精飲料。《詩篇》的執筆者論到YHWH説：「祂使草生長，給六畜吃，使菜蔬發長，供給人用，使人從地裡能得食物，又得酒能悅人心。」事實上，《聖經》體現的對酒的看法是，人若有節制、適量享用，酒可以達成美好、可貴的目的。

### 製酒
大部份的猶太教與基督教《圣经》书卷都成书於古巴勒斯坦，而當地的土地與氣候十分適合種植葡萄。古代葡萄園築有圍牆、圍籬與瞭望台以防竊賊、動物侵襲，其所產的葡萄是當時重要的生活必需品，提供當地使用、也能與外界交易。
到了能收穫的八、九月，總是一年帶來歡樂與喜悅的時候，男人、婦女、小孩，伴隨著音樂與歌謠，一同至葡萄園裡工作。葡萄能當下食用，也能製成葡萄乾，而大部份則丟入榨汁池讓男人們踩踏、榨製成汁。

## 外部連結
阅读圣经
- www.biblegateway.com（页面存档备份，存于）